# Chiclayo
Chiclayo – miasto w północno-zachodnim Peru, w dolinie rzeki Lambayeque, w pobliżu Oceanu Spokojnego, stolica regionu Lambayeque. Około 634,6 tys. mieszkańców.
W mieście rozwinął się przemysł spożywczy oraz włókienniczy. W 1960 r. został założony uniwersytet.